# 佐藤豊 (アニメ演出家)
佐藤 豊（さとう ゆたか）は、日本のアニメ演出家、アニメ監督。大阪デザイナー専門学校出身。

## 参加作品

### テレビ
- 花の子ルンルン（1979 - 1980年、テレビ朝日）　製作進行
- Dr.スランプ アラレちゃん（1981 - 1986年、フジテレビ）　演出助手、製作進行、演出（1985年以降）
- 忍者ハットリくん（1981 - 1987年、テレビ朝日）　コンテ、演出
- Bugってハニー（1986 - 1987年）（日本テレビ）　演出助手
- ドラゴンボール（1986 - 1988年、フジテレビ）　演出
- それいけ!アンパンマン（1988年 - 、日本テレビ）　演出
- 昆虫物語 みなしごハッチ（リメイク版、1989 - 1990年、日本テレビ）　演出
- それいけ!アンパンマン けいとのしろのクリスマス（1995年12月、日本テレビ）　演出
- TRIGUN（1998年、テレビ東京） 演出助手、設定
- 爆闘宣言ダイガンダー（2002年、テレビ東京）　助監督
- 冒険遊記プラスターワールド（2003年、テレビ東京） 演出
- トランスフォーマー スーパーリンク（2004年、テレビ東京）　監督（第1話 - 第5話）、演出
- まじめにふまじめ かいけつゾロリ（2005 - 2007年、テレビ朝日）　コンテ、演出
- ガンパレード・オーケストラ（2005 - 2006年、テレビ朝日）　チーフディレクター（シリーズディレクター、演出を兼務）
- xxxHOLiC（2006年 = 1期目、TBS）　コンテ（第13話）
- 忍たま乱太郎（2006年、NHK）コンテ、演出（第16期～）
- ロケットガール（2007年、WOWOW）　演出
- 鉄子の旅（2007年、CSの「ファミリー劇場」）　演出
- バッカーノ!（2007年、WOWOWなど）　演出
- Myself ; Yourself（2007年、独立U局など）　演出
- クプ〜!!まめゴマ!（2009年、独立U局など） 絵コンテ、演出
- 昭和物語（2011年） 演出
- サザエさん（2011年、フジテレビ） 絵コンテ、演出、撮影（デジタル話数）
- ふるさと再生　日本の昔ばなし（2012年、フジテレビ） 演出・撮影

### 劇場公開
- Dr.スランプ アラレちゃん ほよよ!ナナバ城の秘宝（1984年）　監督助手
- Dr.スランプ アラレちゃん ほよよ!夢の都メカポリス（1985年）　監督助手
- それいけ!アンパンマン リリカル☆マジカルまほうの学校（1994年）　助監督
- それいけ!アンパンマン みんな集まれ! アンパンマンワールド（1994年）　助監督
- それいけ!アンパンマン 空とぶ絵本とガラスの靴（1996年）　助監督
- 風を見た少年（2000年）　助監督
- 犬夜叉 時代を越える想い（2001年）　演出
- スポチャン対決! 〜妖怪大決戦〜（2014年）演出

### OVA
- アイドルプロジェクト VOL.4 ファイナル♥コンサート（1997年）　監督、演出
- 真（チェンジ!!）ゲッターロボ 世界最後の日（1998年）　演出
- 防災教育アニメーション　やめて！ライターあそび　どうぶつ村のしょうぼう隊しゅつどう（2011年） 絵コンテ、演出、コンポジット